# Frankenia drummondii
Frankenia drummondii är en frankeniaväxtart som beskrevs av George Bentham. Frankenia drummondii ingår i släktet frankenior, och familjen frankeniaväxter. Inga underarter finns listade i Catalogue of Life.